# Biston nephelistis
Biston nephelistis  är en fjärilsart som beskrevs av Edward Meyrick 1897. Biston nephelistis  ingår i släktet Biston och familjen mätare, Geometridae. Två underarter finns listade i Catalogue of Life, Biston nephelistis nephelistis (Meyrick, 1897) Biston nephelistis ordinans (Prout, 1929)